# Parasponia
Parasponia, nekadašnji maleni biljni rod iz porodice konopljovki, danas uključen u rod Trema. Vrste uključivane u njega raširene su po otočnoj tropskoj Aziji i nekim pacifičkim otocima. Postojalo je pet vrsta, od kojih je tipična bila Parasponia parviflora Miq. (Trema parviflorum)
Opisan je u Plantae Junghuhnianae 68. 1851. 

## Vrste
- Parasponia andersonii (Planch.) Planch. =  Trema andersonii
- Parasponia melastomatifolia J.J.Sm. = Trema melastomatifolium
- Parasponia parviflora Miq. =  Trema parviflorum
- Parasponia rugosa Blume = Trema eurhynchum
- Parasponia simulans Merr. & L.M.Perry  = Trema simulans